# Иосиф Сталин. От Второй мировой до «холодной войны». 1939—1953
«Иосиф Сталин. От Второй мировой до „холодной войны“. 1939—1953» (англ. Stalin's Wars: From World War to Cold War, 1939-1953) — книга английского историка и публициста Джеффри Робертса. В ней автор исследует Сталина, который, по его мнению, «является ключевой исторической фигурой середины двадцатого века». Автор выдвигает и другие тезисы, так по его мнению защита сталинской системы и защита Родины — это одно и то же. Джеффри Робертс утверждает, что Сталин мог хорошо учиться и указывает на его высокие умения как военного стратега. Это и Сталинград, и Курск, и операция «Багратион». Однако, по мнению автора, Сталин находится «на высоте, не когда (они) выигрывали, не когда они были победоносны, а когда они терпели поражение в 1941—1942 гг.»

## Перевод на русский язык
- Иосиф Сталин : от Второй мировой до «холодной войны» [1939-1953] / [Пер. с англ. О. Ю. Семиной]. — М. : АСТ, 2014. — 638, [2] с., [16] л. ил., портр. : табл. — (XX век: великие и неизвестные) — ISBN 978-5-17-080016-2